# Juraj Neidhardt
Juraj Neidhardt (15. října 1901, Záhřeb, Rakousko-Uhersko – 13. července 1979, Sarajevo, SFRJ) byl chorvatský architekt, učitel, urbanista a spisovatel.
Narodil se v Záhřebu, architekturu studoval ve Vídni pod vedením Petra Behrense. V roce 1924 svá studia Neidhardt dokončil. Během svého studia navrhl projekt vídeňského letiště.
V letech 1930 až 1932 působil Neidhardt v Berlíně, kde pracoval v ateliéru Petra Behrense. Poté působil v ateliéru Le Corbusiera v Paříži až do roku 1936. V té době byl zapojen do několika projektů, mezi které patřil např. nový obchodní dům, který měl stát na berlínském náměstí Alexanderplatz. Navrhl rovněž i palác pro Království Jugoslávie na Světovou výstavu v Paříži v roce 1937. V roce 1937 se přestěhoval do Záhřebu. Tam navrhl budovu bohoslovecké školy pro místní diecézi.
Před druhou světovou válkou se přestěhoval do Sarajeva. V roce 1953 se stal profesorem na místní fakultě architektury. V této době se začal také věnovat projektování rozsáhlých obytných celků, které byly potřebné pro rozvoj rychle se industrializujících měst v Bosně. Vyprojektoval tak sídliště, která stojí ve městech Zenica, Vareš nebo Ljubija. V roce 1954 navrhl rozvoj lokality Marijin dvor v centru Sarajeva; v téže době také navrhoval komplexní přestavbu celého Sarajeva, která však nebyla úřady schválena. Mezi další stavby, které Neidhart navrhl, byly např. budova kosovského parlamentu.
Neidhardt zemřel v Sarajevu ve věku 77 let.